# Filialkirche Aurachkirchen

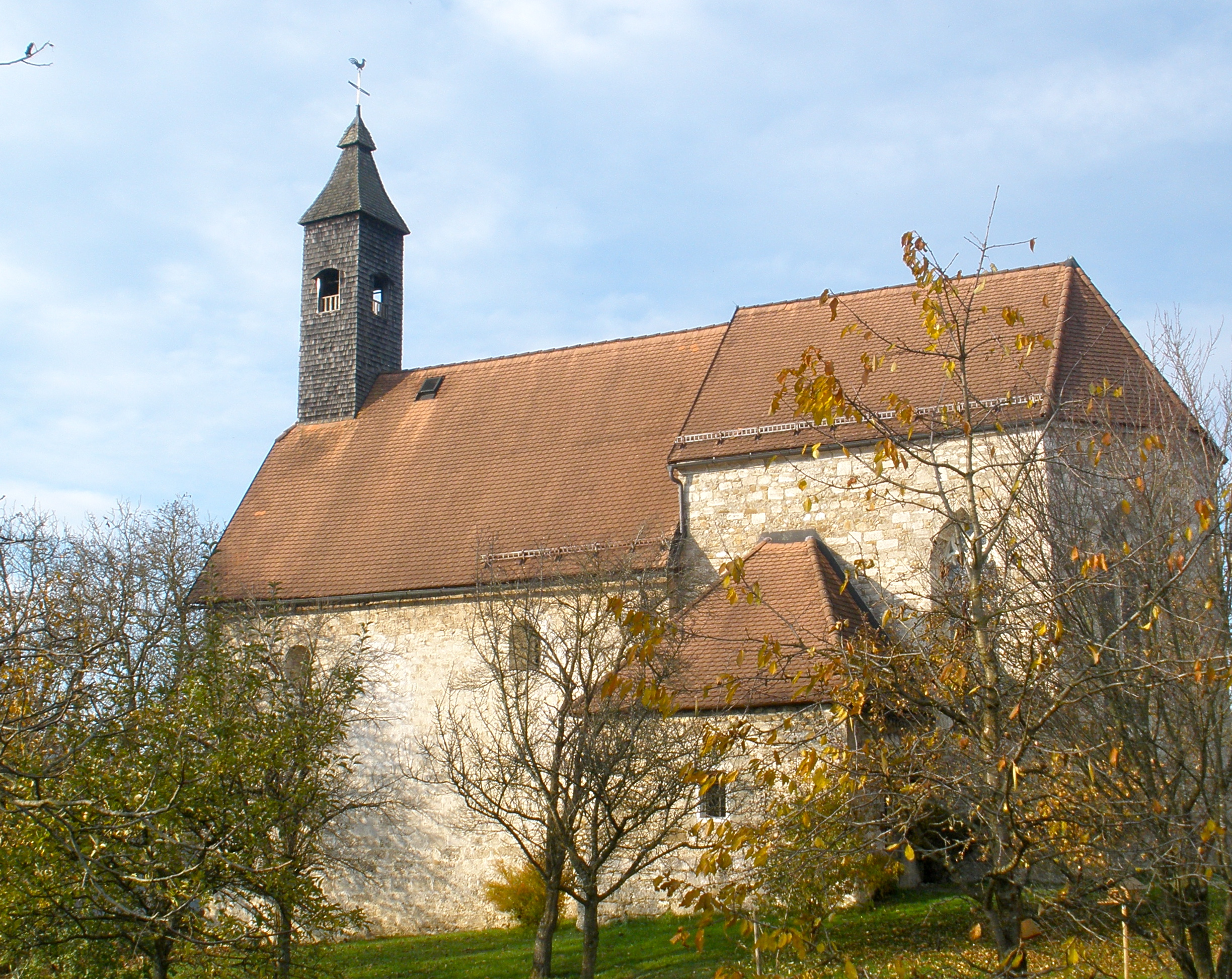
Filialkirche Aurachkirchen

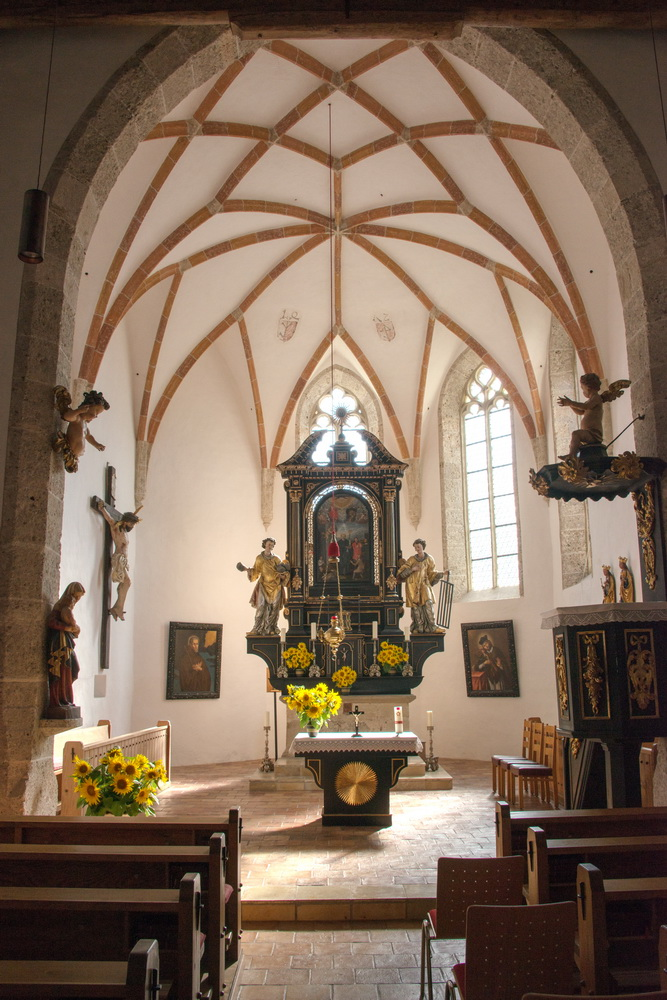
Altarraum

Die römisch-katholische Filialkirche Aurachkirchen steht im Ortsteil Aurachkirchen der Gemeinde Ohlsdorf im Bezirk Gmunden in Oberösterreich. Sie ist dem heiligen Nikolaus geweiht und gehört zur Pfarre Ohlsdorf im Dekanat Gmunden in der Diözese Linz. Das Bauwerk steht unter Denkmalschutz (Listeneintrag).

## Geschichte
Die Nikolauskirche in Aurachkirchen, auch „Römerkirche“ genannt, ist eine der besterhaltenen romanischen Dorfkirchen Österreichs. In ihrer ursprünglichen Form dürfte sie um etwa 1140 entstanden sein. Besonders wertvoll ist auch ihre Innenausstattung. Die sogenannte „Merowinger-Glocke“ ist eine der ältesten im deutschen Sprachraum. Bemerkenswert ist zudem, dass sich die Kirche im Eigentum des Kirchenerhaltungsvereins Aurachkirchen und nicht wie üblich der Pfarre befindet.

## Architektur
Der Kirchenbau ist romanisch. Spätgotisch (Ende des 15. Jahrhunderts) sind das Netzrippengewölbe und der Chor.

## Ausstattung
Die beiden Statuen der hl. Barbara und der hl. Katharina aus um 1500 sind spätgotisch. Die Gruppe der hl. Anna Selbdritt stammt aus der Werkstatt von Lienhart Astl um 1520, ebenso das große Triumphbogenkreuz. Außerdem beherbergt die Kirche einen barocken Hochaltar und Kanzel.